# Divergencia (matemática)

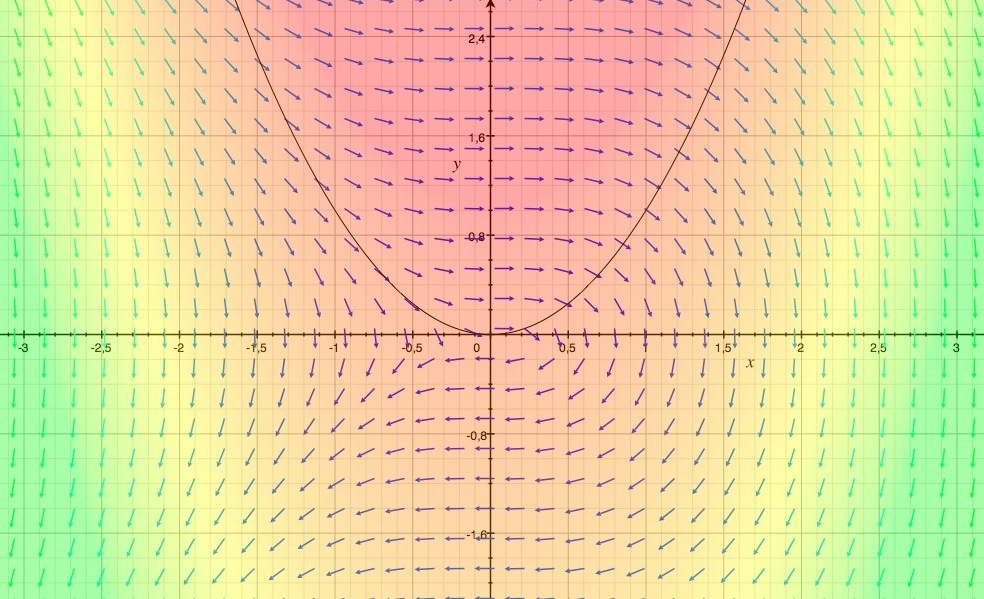
Una función vectorial y su divergencia representada como un campo escalar (rojo indica mayor, verde menor).

La divergencia mide la diferencia entre el flujo saliente y el flujo entrante de un campo vectorial sobre la superficie que rodea a un volumen de control, por tanto, si el campo tiene "fuentes" la divergencia será positiva, y si tiene "sumideros", la divergencia será negativa. La divergencia mide la rapidez neta con la que se conduce la materia al exterior de cada punto, y en el caso de ser la divergencia idénticamente igual a cero, describe al flujo incompresible del fluido. Llamado también campo solenoidal.

## La divergencia de un campo vectorial
La divergencia de un campo vectorial {\displaystyle \mathbf {F} (\mathbf {x} )} en el punto {\displaystyle \mathbf {x} _{0}} se define como el flujo del campo vectorial por unidad de volumen conforme el volumen alrededor del punto tiende a cero:
{\displaystyle \operatorname {div} \mathbf {F} |_{\mathbf {x} _{0}}=(\nabla \cdot \mathbf {F} )|_{\mathbf {x} _{0}}=\lim _{V\to 0}{\frac {1}{|V|}}\iint _{S(V)}\mathbf {F} \cdot d\mathbf {S} }
donde {\displaystyle S} es una superficie cerrada que se reduce a un punto en el límite. El símbolo {\displaystyle \nabla } representa el operador nabla.
Esta definición está directamente relacionada con el concepto de flujo del campo. Como en el caso del flujo, si la divergencia en un punto es positiva, se dice que el campo posee fuentes. Si la divergencia es negativa, se dice que tiene sumideros. El ejemplo más característico lo dan las cargas eléctricas, que dan la divergencia del campo eléctrico, siendo las cargas positivas fuentes y las negativas sumideros del campo eléctrico.
Se llaman fuentes escalares del campo {\displaystyle {\vec {F}}} al campo escalar que se obtiene a partir de la divergencia de {\displaystyle {\vec {F}}}
{\displaystyle \rho ({\vec {r}})=\nabla \cdot {\vec {F}}({\vec {r}})}
La divergencia de un campo vectorial se relaciona con el flujo a través del teorema de Gauss o teorema de la divergencia.

### Coordenadas cartesianas
En {\displaystyle \mathbb {R} ^{3}}, la divergencia de un campo vectorial continuamente diferenciable dado por 
{\displaystyle \mathbf {F} (x,y,z)=P(x,y,z)\mathbf {i} +Q(x,y,z)\mathbf {j} +R(x,y,z)\mathbf {k} }
está definido como la función escalar
{\displaystyle {\begin{aligned}\operatorname {div} \mathbf {F} &=\nabla \cdot \mathbf {F} \\&=\left({\frac {\partial }{\partial x}},{\frac {\partial }{\partial y}},{\frac {\partial }{\partial z}}\right)\cdot (P,Q,R)\\&={\frac {\partial P}{\partial x}}+{\frac {\partial Q}{\partial y}}+{\frac {\partial R}{\partial z}}.\end{aligned}}}

### Coordenadas cilíndricas
En coordenadas cilíndricas {\displaystyle (\rho ,\varphi ,z)}:
{\displaystyle \nabla \cdot {\vec {F}}={\frac {1}{\rho }}{\frac {\partial (\rho F_{\rho })}{\partial \rho }}+{\frac {1}{\rho }}{\frac {\partial F_{\varphi }}{\partial \varphi }}+{\frac {\partial F_{z}}{\partial z}}}

### Coordenadas esféricas
En coordenadas esféricas {\displaystyle (r,\theta ,\varphi )}:
{\displaystyle \nabla \cdot {\vec {F}}={\frac {1}{r^{2}}}{\frac {\partial (r^{2}F_{r})}{\partial r}}+{\frac {1}{r\operatorname {sen} \theta }}\left({\frac {\partial (\operatorname {sen} \theta F_{\theta })}{\partial \theta }}+{\frac {\partial F_{\varphi }}{\partial \varphi }}\right)}

### Coordenadas ortogonales
Sin embargo, para un caso más general de coordenadas ortogonales curvilíneas, como las cilíndricas o las esféricas, la expresión se complica debido a la dependencia de los vectores de la base con la posición. La expresión para un sistema de coordenadas ortogonales es:
{\displaystyle \nabla \cdot {\vec {F}}={\frac {1}{h_{1}h_{2}h_{3}}}\left({\frac {\partial (F_{1}h_{2}h_{3})}{\partial q_{1}}}+{\frac {\partial (h_{1}F_{2}h_{3})}{\partial q_{2}}}+{\frac {\partial (h_{1}h_{2}F_{3})}{\partial q_{3}}}\right)}
Donde los {\displaystyle h_{i}\,} son los factores de escala del sistema de coordenadas, relacionados con la forma del tensor métrico en dicho sistema de coordenadas. Esta fórmula general, para el caso de coordenadas cartesianas ({\displaystyle h_{x}=h_{y}=h_{z}=1}) se reduce a la expresión anterior.
Para coordenadas cilíndricas ({\displaystyle h_{\rho }=h_{z}=1,\ h_{\varphi }=\rho }) resulta:
{\displaystyle \nabla \cdot {\vec {F}}={\frac {1}{\rho }}{\frac {\partial (\rho F_{\rho })}{\partial \rho }}+{\frac {1}{\rho }}{\frac {\partial F_{\varphi }}{\partial \varphi }}+{\frac {\partial F_{z}}{\partial z}}}
Para coordenadas esféricas ({\displaystyle h_{r}=1,\ h_{\theta }=r,\ h_{\varphi }=r{\operatorname {sen} }\theta }) resulta
{\displaystyle \nabla \cdot {\vec {F}}={\frac {1}{r^{2}}}{\frac {\partial (r^{2}F_{r})}{\partial r}}+{\frac {1}{r{\operatorname {sen} }\theta }}{\frac {\partial ({\operatorname {sen} }\theta F_{\theta })}{\partial \theta }}+{\frac {1}{r{\operatorname {sen} }\theta }}{\frac {\partial (F_{\varphi })}{\partial \varphi }}}

### Coordenadas generales
En sistemas de coordenadas generales, no necesariamente ortogonales, la divergencia de un vector puede expresarse en términos de las derivadas parciales respecto a las coordenadas y el determinante del tensor métrico:
{\displaystyle \operatorname {div} \ \mathbf {v} ={\frac {1}{\sqrt {|g|}}}{\frac {\partial }{\partial x^{k}}}\left({\sqrt {|g|}}v^{k}\right)}

## Propiedades
Sean {\displaystyle \mathbf {F} } y {\displaystyle \mathbf {G} } dos campos vectoriales y {\displaystyle \alpha ,\beta \in \mathbb {R} } entonces
1. {\displaystyle \nabla \cdot (\alpha \mathbf {F} +\beta \mathbf {G} )=\alpha (\nabla \cdot \mathbf {F} )+\beta \left(\nabla \cdot \mathbf {G} \right)}

Si {\displaystyle \mathbf {F} } y {\displaystyle \mathbf {G} } son dos campos vectoriales en {\displaystyle \mathbb {R} ^{3}} entonces
1. {\displaystyle \nabla \cdot (\mathbf {F} \times \mathbf {G} )=(\nabla \times \mathbf {F} )\cdot \mathbf {G} -\mathbf {F} \cdot (\nabla \times \mathbf {G} )}
2. {\displaystyle \nabla \cdot (\nabla \times \mathbf {F} )=0}

## En dimensión arbitraria
La divergencia de un campo vectorial puede ser definido en cualquier dimensión, si {\displaystyle \mathbf {F} } es un campo vectorial en {\displaystyle \mathbb {R} ^{n}} dado por
{\displaystyle \mathbf {F} =(F_{1},F_{2},\dots ,F_{n})}
entonces
{\displaystyle {\begin{aligned}\operatorname {div} {\mathbf {F} }&=\nabla \cdot \mathbf {F} \\&=\sum _{i=1}^{n}{\frac {\partial F_{i}}{\partial x_{i}}}\\&={\frac {\partial F_{1}}{\partial x_{1}}}+{\frac {\partial F_{2}}{\partial x_{2}}}+\cdots +{\frac {\partial F_{n}}{\partial x_{n}}}\end{aligned}}}
Para cualquier {\displaystyle n\in \mathbb {N} }, la divergencia es un operador lineal y satisface
{\displaystyle \nabla \cdot (\varphi \mathbf {F} )=(\nabla \varphi )\cdot \mathbf {F} +\varphi (\nabla \cdot \mathbf {F} )}
para cualquier función escalar {\displaystyle \varphi }.

## Divergencia de un campo tensorial
El concepto de divergencia puede extenderse a un campo tensorial de orden superior. En una variedad de Riemann la divergencia de un tensor T completamente simétrico
{\displaystyle T=T_{j_{1}\dots j_{n}}^{i_{1}\dots i_{m}}{\frac {\partial }{\partial x^{i_{1}}}}\otimes {\frac {\partial }{\partial x^{i_{m}}}}\otimes \mathrm {d} x^{j_{1}}\otimes \mathrm {d} x^{j_{n}}}
Se define como:
{\displaystyle [\operatorname {div} \ T]_{j_{1}\dots j_{n}}^{i_{1}\dots i_{m}}=\nabla _{\alpha }T_{j_{1}\dots j_{n}}^{i_{1}\dots i_{m-1}\alpha }=\partial _{\alpha }T_{j_{1},\dots ,j_{n}}^{i_{1}\dots i_{m-1}\alpha }+\Gamma _{\alpha \beta }^{i_{1}}T_{j_{1}\dots ,j_{n}}^{\beta \dots i_{m}}+\dots +\Gamma _{\alpha \beta }^{i_{m}}T_{j_{1}\dots ,j_{n}}^{i_{1}\dots \beta }}
Por ejemplo, en teoría de la relatividad especial la energía de un sistema se representa por un tensor simétrico de segundo orden, cuya divergencia es cero. De hecho el principio de conservación de la energía relativista toma la forma:
{\displaystyle \nabla _{i}T^{ij}=0}

## Teorema de la divergencia
El teorema de la divergencia, también llamado teorema de Gauss, relaciona el flujo de un campo vectorial a través de una superficie cerrada con la integral de la divergencia de dicho campo en el interior del volumen encerrado por una superficie. Ese resultado lo hace interesante tanto en aplicaciones relacionadas con la electrostática como en la mecánica de fluidos.

### Teorema
Sea {\displaystyle U\subset \mathbb {R} ^{3}} una región sólida acotada por una superficie cerrada {\displaystyle S} orientada por un vector normal unitario que apunta hacia el exterior de {\displaystyle U}, si {\displaystyle \mathbf {F} } es un campo vectorial con derivadas parciales continuas en {\displaystyle U} entonces 
{\displaystyle \iint _{\partial U}\mathbf {F} \cdot d\mathbf {S} =\iiint _{U}\nabla \cdot \mathbf {F} \;dV}
donde {\displaystyle S=\partial U}.